# Raïon de Bilhorod-Dnistrovskyï
Le raïon de Bilhorod-Dnistrovskyï est une subdivision administrative[réf. incomplète] de l'Ukraine, située dans l'oblast d'Odessa et dans la région historique du Boudjak. Le centre administratif est la ville de Bilhorod-Dnistrovskyï.

## Géographie physique
Le raïon de Bilhorod-Dnistrovskyï se situe géographiquement à l'extrémité occidentale de la steppe pontique (en ukrainien Причерноморске Иизменость) parcourue de rivières intermittentes aux noms tatars ou moldaves (Kohylnyk finissant dans le liman de Sassyk, Sārata, Caplana…), et dont le climat est continental sec, torride l'été, glacial l'hiver, mais atténué sur la côte d'influences pontiques. Les précipitations, rares, tombent sous forme de jours de pluie au printemps et en automne, de violents et soudains orages en été, de neige en hiver (le krivetz, blizzard venu de Sibérie, les accumule souvent en congères). La végétation est steppique, avec quelques bosquets et des saules le long des cours d'eau (notamment le Dniestr). Ceux-ci ne se déversent pas directement dans la mer Noire mais forment des limans maritimes saumâtres où fraient les poissons.
| Raïon de Sarata       | Moldavie                       | Raïon de Biliaïvka |
| Raïon de Sarata       | raïon de Bilhorod-Dnistrovskyï | Raïon d'Ovidiopol  |
| Raïon de Tatarbounary | Mer Noire                      | Mer Noire          |

## Communications
Le raïon de Bilhorod-Dnistrovskyï est relié au reste de l'Ukraine par une route qui traverse la frontière entre la Moldavie et l'Ukraine au nord-ouest et par un pont à Zatoka, qui enjambe la passe du Dniestr reliant le liman du Dniestr à la mer Noire. Ce pont est à la fois routier et ferroviaire et proche de la gare de Bilhorod-Dnistrovskyï. Par ailleurs plusieurs routes et voies ferrées le relient à la Moldavie au nord et aux raïons voisins.

## Géographie humaine
La loi n° 807-IX du 17 juillet 2020 a regroupé les raïons de Bilhorod, Sārata et Tatarbounary en un seul : le raïon de Bilhorod-Dnistrovskyï.

## Éducation, culture
Le parc national des limans de Touzly se trouve en bordure de mer et le parc national du Dniestr inférieur en bordure de fleuve.

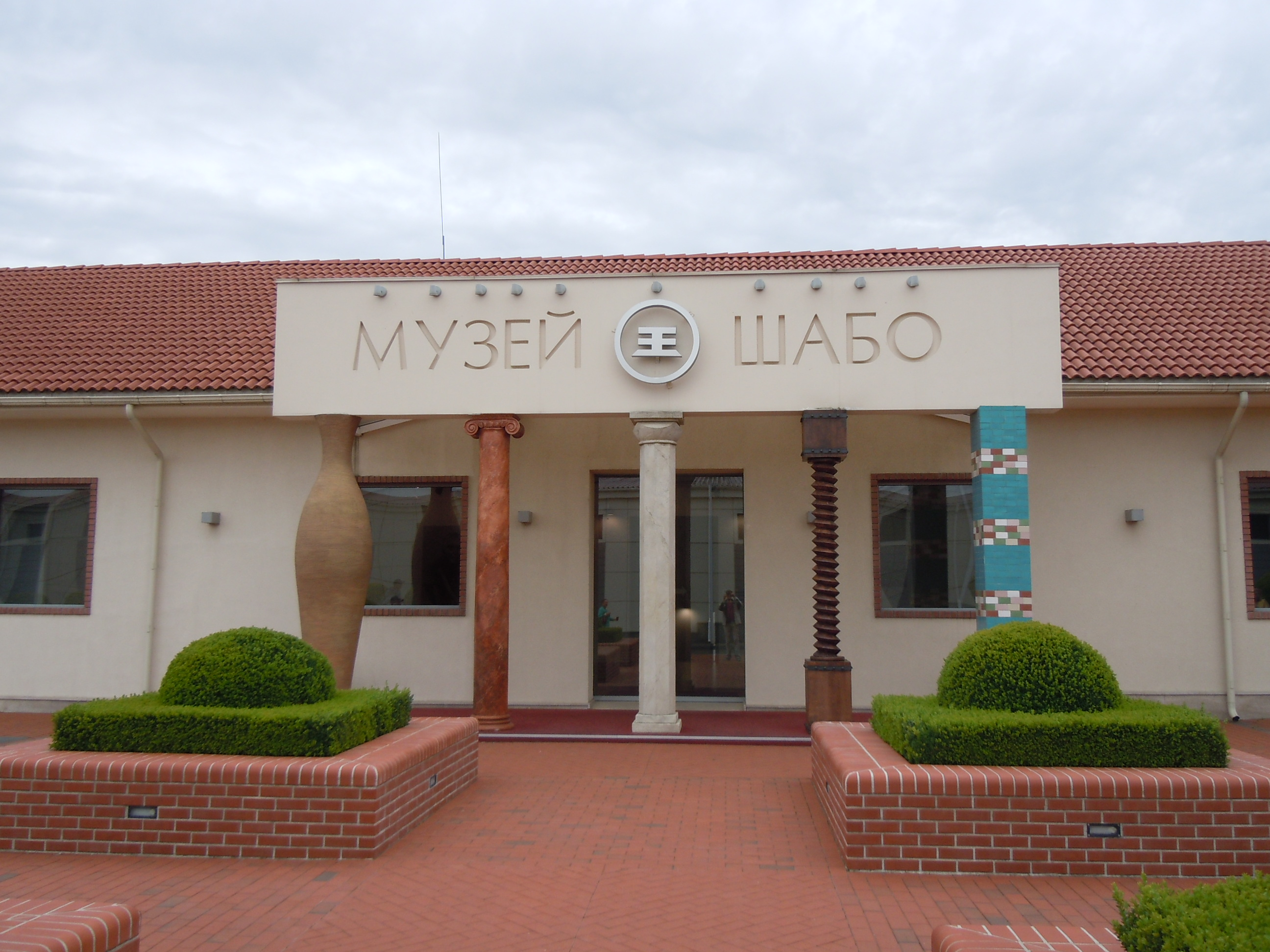
Musée du vin de Chabo.
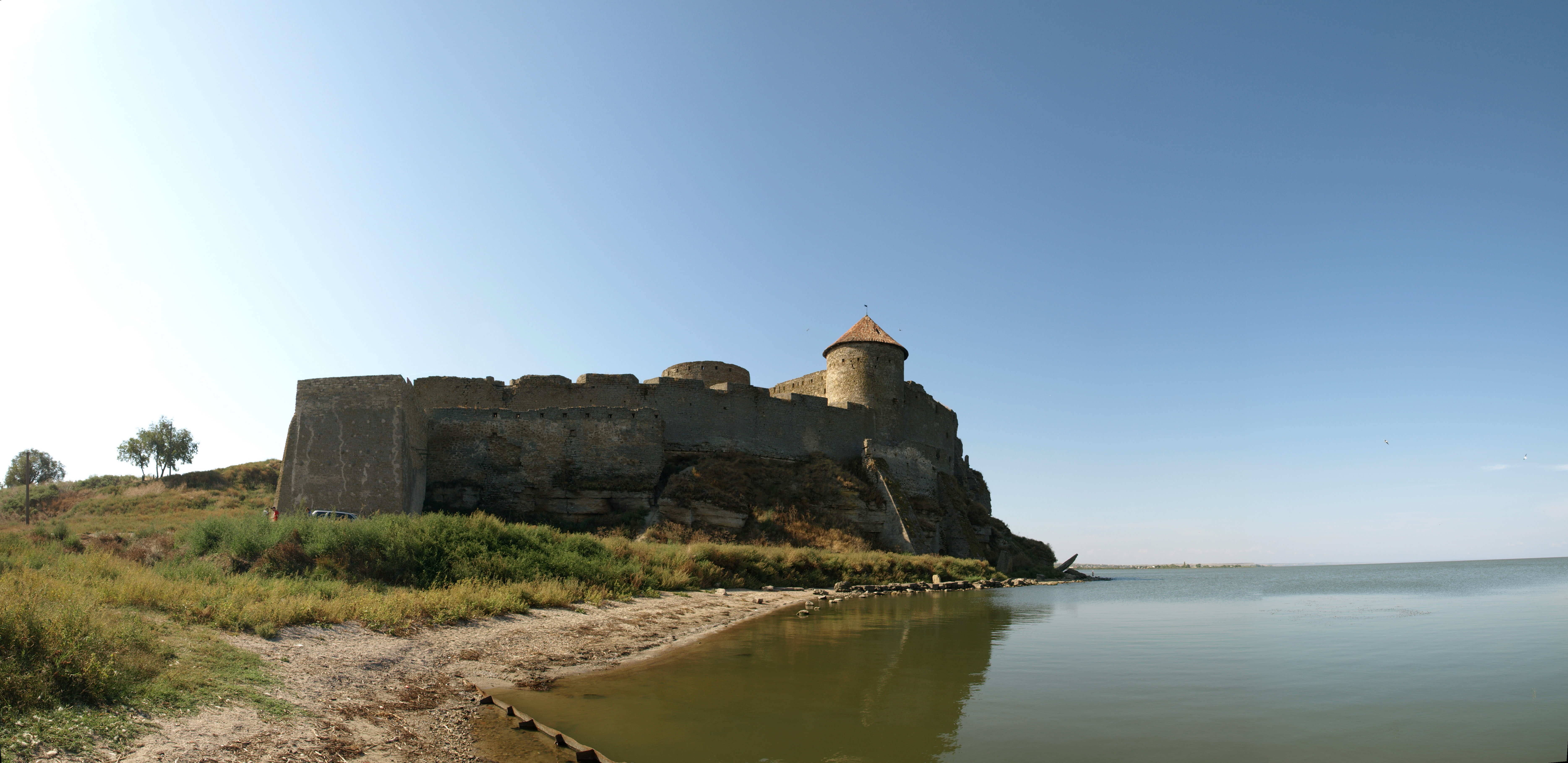
Forteresse d'Akkerman, classée[4],
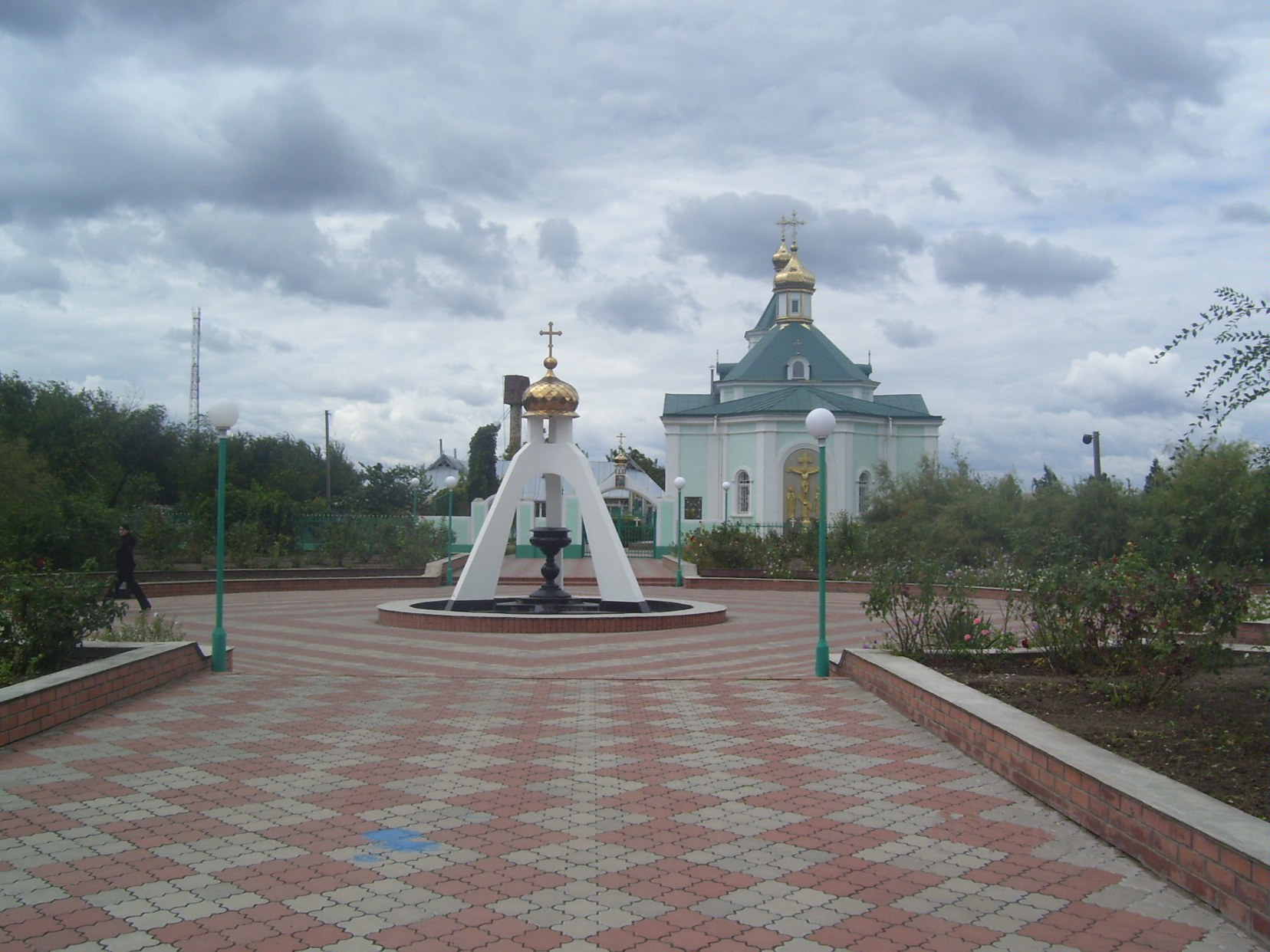
Église de la Trinité, classée[5],
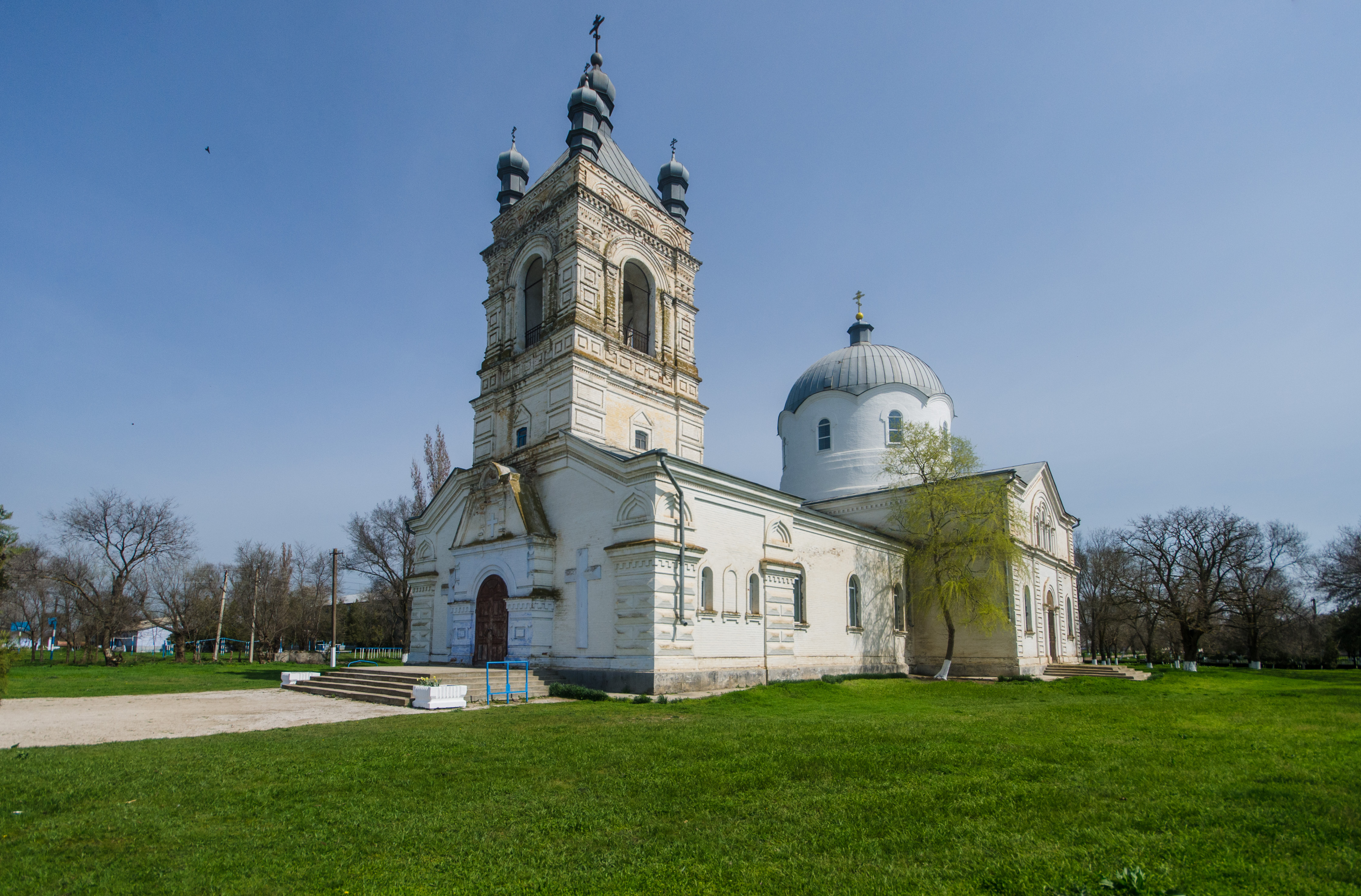
Église de la Nativité, classée[6] à Liman.